# Château de Reverseaux
Le château de Reverseaux est situé sur l'ancienne commune de Rouvray-Saint-Florentin dans le département d'Eure-et-Loir, intégrée depuis 2016 aux Villages Vovéens. Le château fait l'objet d'un classement partiel au titre des monuments historiques depuis le 27 décembre 1966.

## Historique

### Généalogie des propriétaires du domaine
Le domaine de Reverseaux appartient à la famille de Guéau depuis la seconde moitié du XVe siècle.
Jacques Guéau, marchand et bourgeois chartrain ayant vécu au milieu du XVIe siècle, est le premier propriétaire connu du domaine de Reverseaux. À sa mort, le domaine est transmis à Cardin Guéau (né entre 1561 et 1565), son deuxième fils et deuxième enfant.
Le domaine enchaîne les successions entre les différents enfants de Cardin Guéau jusqu'à ce que Geneviève Guéau, quinzième et dernière enfant de Cardin, obtienne la possession du domaine.
Geneviève Guéau épouse Christin de Gravelle, receveur général des décimes du diocèse de Chartres, avec qui elle a 7 enfants. Le cinquième, Marin de Gravelle, né entre 1644 et 1650, devient prêtre, docteur en théologie et aumônier du roi. Cela pose problème lorsque cet ecclésiastique proche du roi reçoit, par héritage, le titre de seigneur de Reverseaux.
Le 14 décembre 1717, Marin de Gravelle donne à son neveu, Philippe Guéau, le domaine de Reverseaux. Ce don impose des contreparties : Philippe Guéau doit porter le nom et les armes de de Gravelle et il doit transmettre Reverseaux par primogéniture masculine, comme cela a toujours été .
C'est sous la possession de Jacques-Étienne Guéau de Gravelle de Reverseaux, né en 1706, que des travaux importants sont réalisés au sein de la seigneurie de Reverseaux. Ce dernier hérite en 1725 du domaine de son père Philippe Guéau de Gravelle. Avocat au parlement, secrétaire du roi en la grande chancellerie et conseiller du duc d'Orléans, Jacques-Étienne fréquente le pouvoir royal. Il épouse en 1738 Marie-Angélique Le Noir, fille d'un autre secrétaire du roi en la grande chancellerie, Isaac le Noir.
Lorsque ce dernier meurt, le seigneur de Reverseaux reçoit de par son mariage une somme d'argent importante. Jacques-Étienne Guéau de Gravelle de Reverseaux meurt le 19 avril 1753 à Paris. De par sa position au sein du royaume, le seigneur de Reverseaux ne résidait qu'occasionnellement à Reverseaux depuis quelques générations et les périodes de résidence à Paris et à Versailles augmentaient constamment.

### Le château

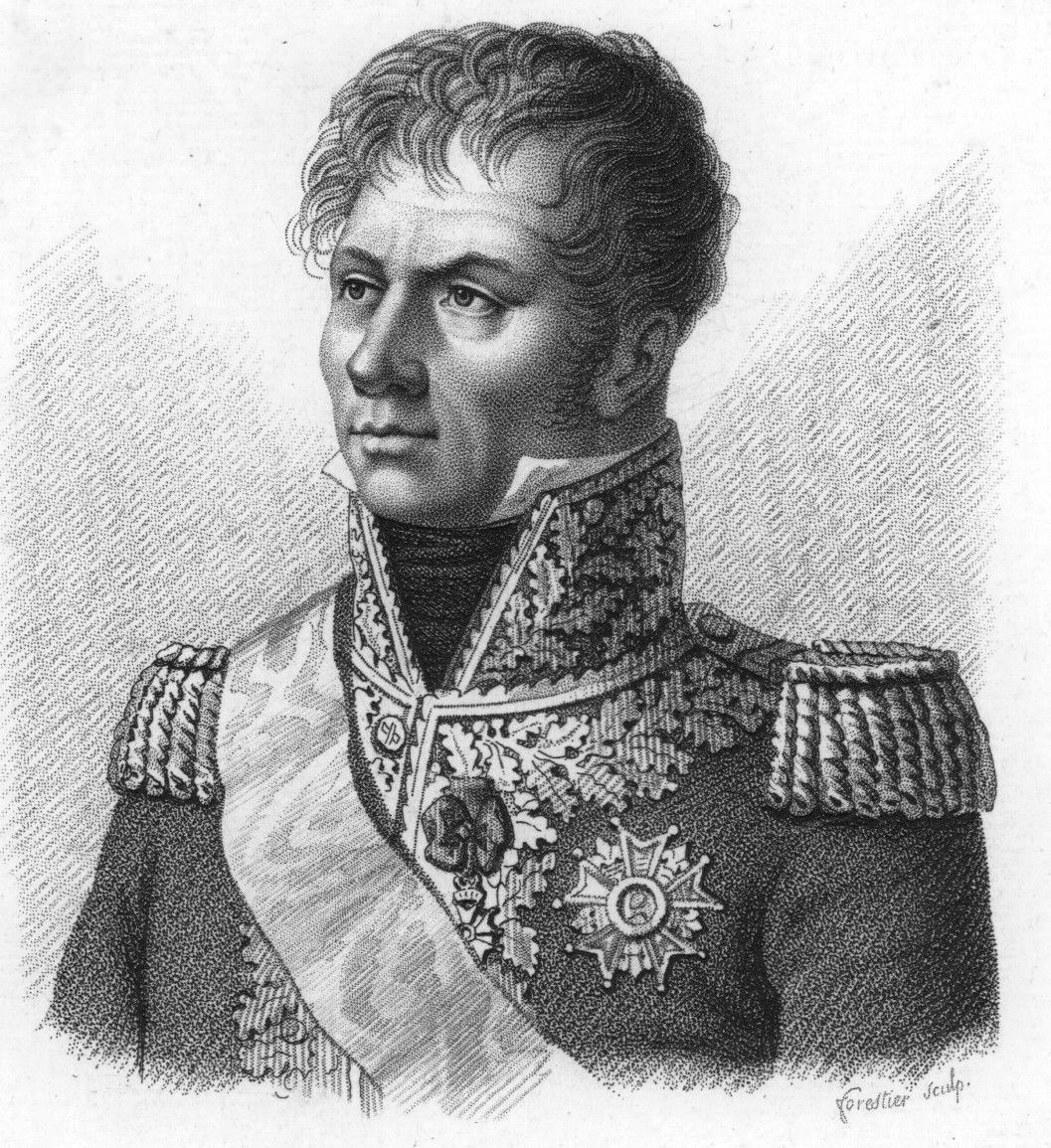
Le maréchal Laurent de Gouvion Saint-Cyr, Histoire de la Révolution française par M. A. Thiers, de l’Académie française.

Le château de Reverseaux a été construit par Jacques-Étienne entre 1725 (date de la mort de son père, Philippe Guéau de Gravelle) et 1753 (année de sa mort),  Le bâtiment d'habitation, qui était très délabré, est alors détruit, tout comme les autres bâtiments se trouvant sur le domaine. 
Jean-Jacques-Philippe-Isaac Gueau de Gravelle de Reverseaux, fils de Jacques-Étienne, continua la rénovation du domaine et la construction des bâtiments annexes. Devenu président au Grand Conseil, il obtint le titre de marquis de Reverseaux par lettres patentes de juillet 1766.
C'est en 1807 que le maréchal Laurent de Gouvion-Saint-Cyr fait l'acquisition du château, il s'y retira en 1819 et y séjourna jusqu'à sa mort en 1830.
Sauf exceptions, la propriété ne se visite pas. Le château appartient toujours à la famille de Gouvion Saint-Cyr.

## Architecture
L'édifice fait partie d'un ensemble construit dans la première moitié du XVIIIe siècle et comprend, du côté de l'arrivée au sud, une cour d'honneur flanquée de deux pavillons Louis XIII, avec douves et grille en fer forgé, précédée d'une avant-cour et d'une avenue. La façade principale, au sud, présente un motif central encadré de pilastres plats et terminé par un fronton arrondi. La façade nord est de même style et de disposition sensiblement identique.

Journées du patrimoine 2016
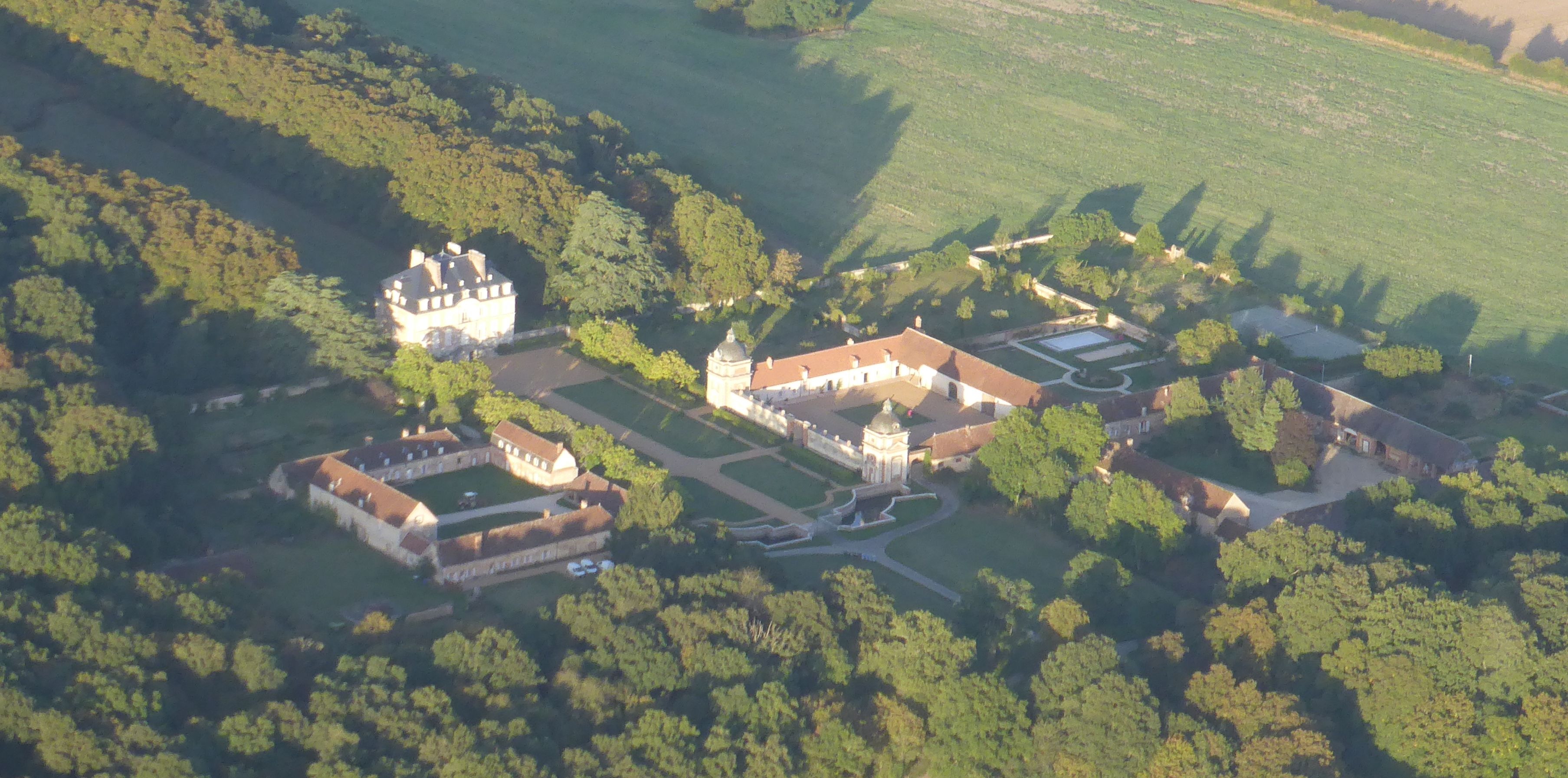
Vue aérienne.
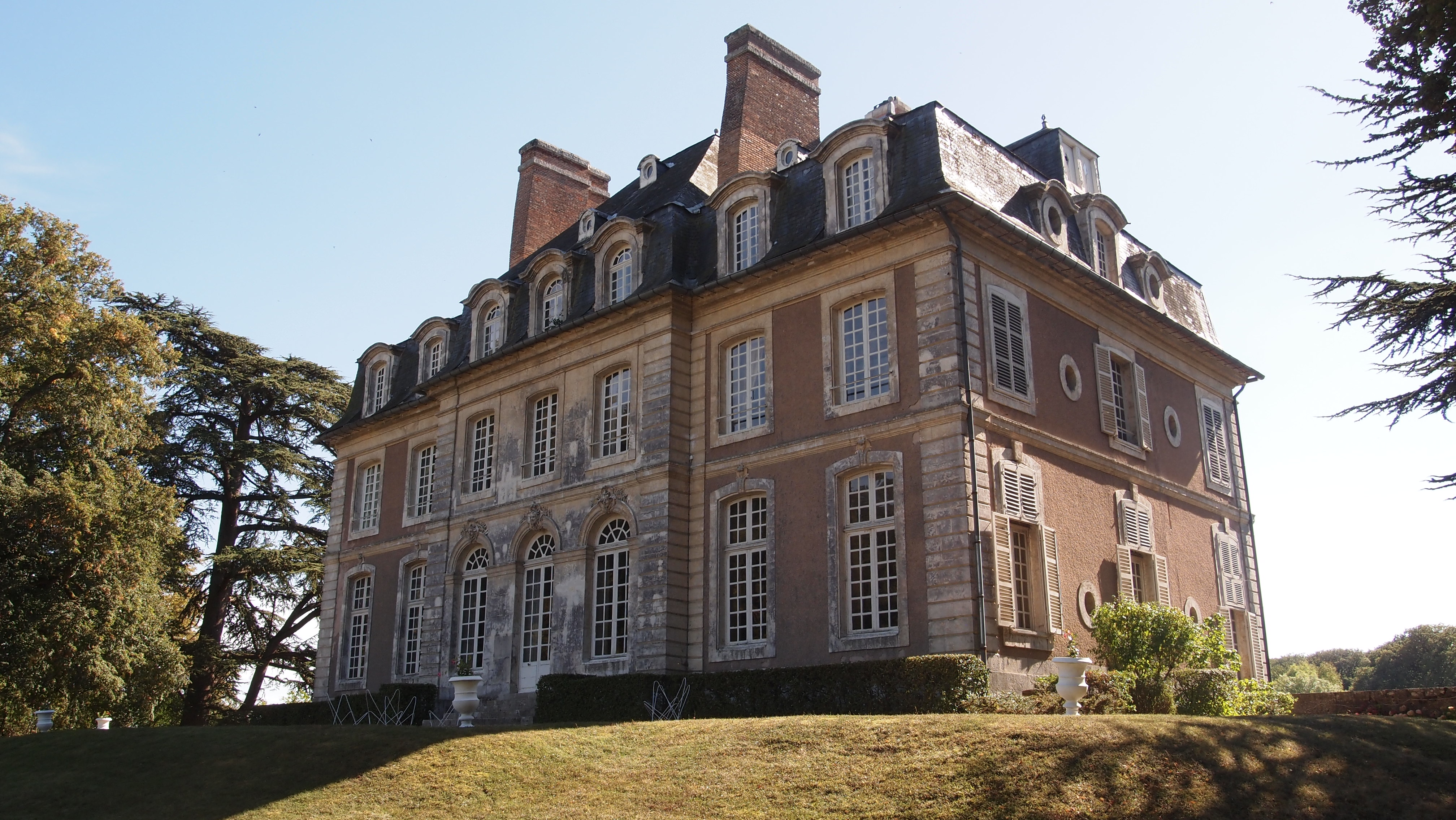
Façade nord.
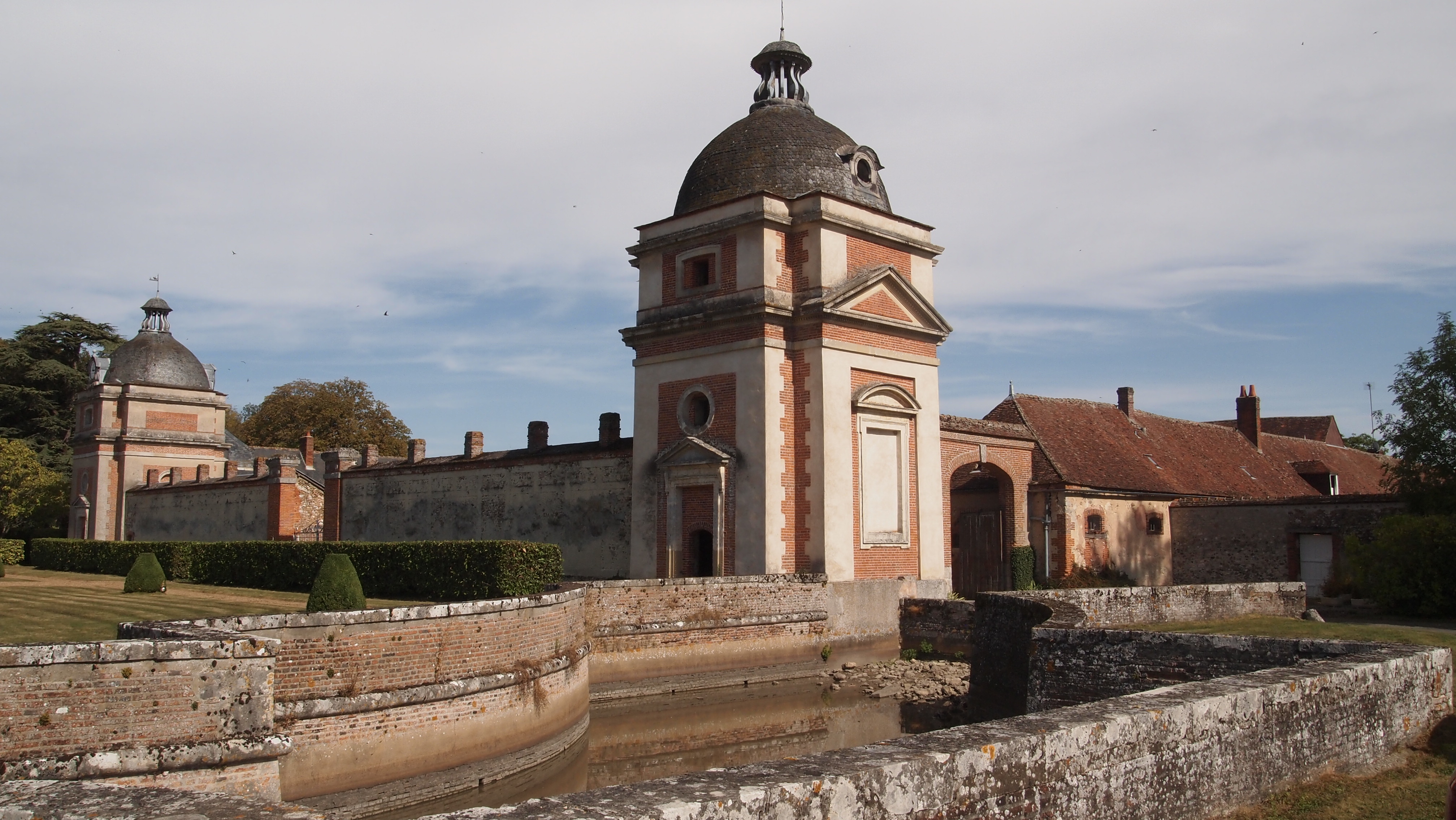
Le corps de ferme.
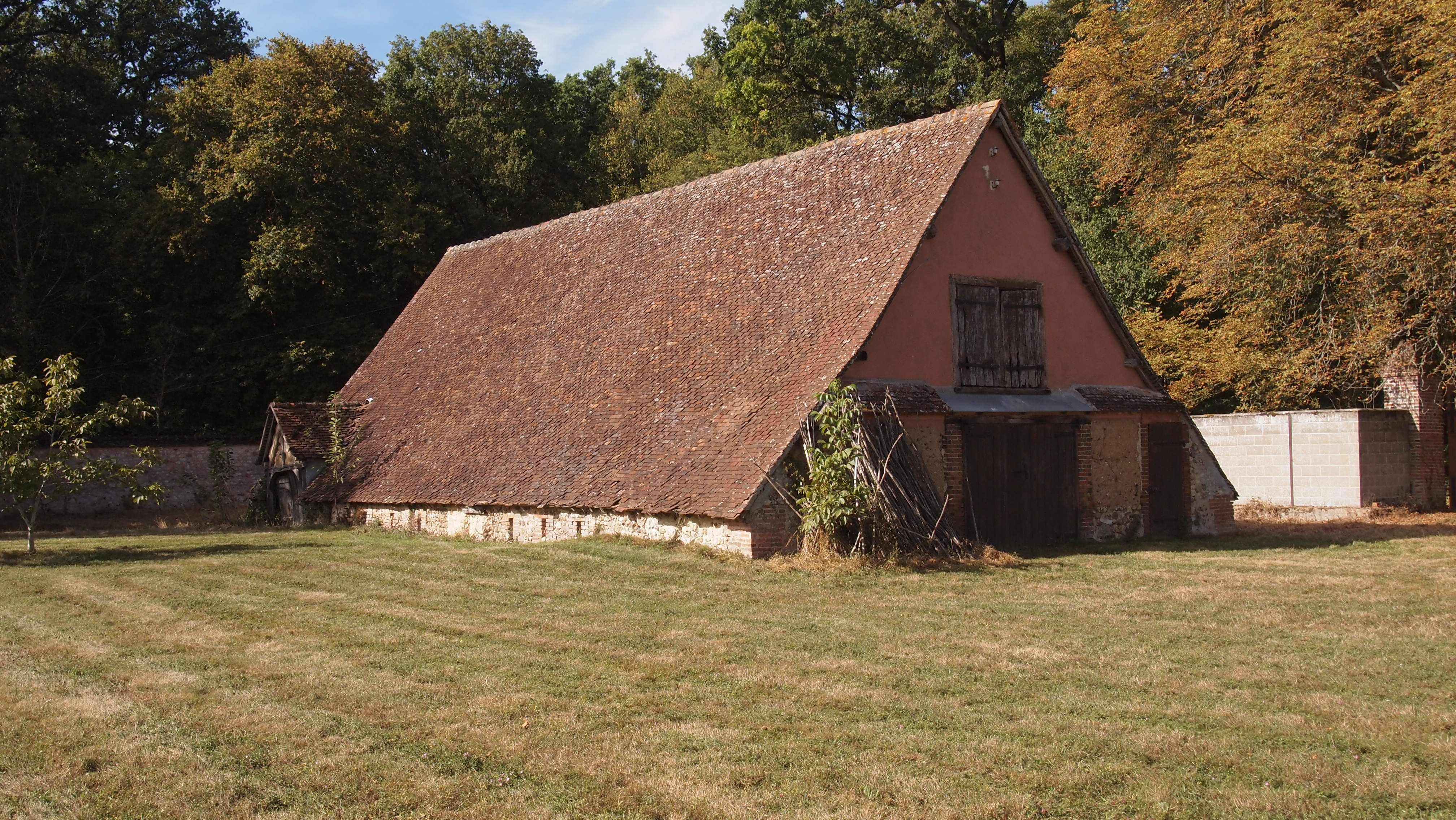
La tuilerie.

## Personnalités liées au domaine
- Valéry Giscard d'Estaing se rend régulièrement sur le domaine, dont les propriétaires sont en parenté avec sa grand-mère[2]. Il participe notamment à de grandes chasses et vient tous les ans à l'armurerie Vouzelaud, à Brou, pour s'entraîner ou régler ses fusils[3].